# Нервная булимия
Не́рвная булими́я (от др.-греч. βοῦς — бык и λῑμός — голод, также во́лчий го́лод, кинорекси́я) — расстройство приёма пищи, для которого характерны повторные приступы переедания и чрезмерная озабоченность контролированием массы тела, что приводит человека к принятию крайних мер, призванных уменьшить влияние съеденного на массу тела.
Нервная булимия была впервые выделена в качестве отдельного расстройства пищевого поведения в вышедшей в 1980 году диагностической классификации DSM-III. Позднее, в 1992 году Международная классификация болезней 10-го пересмотра (МКБ-10) также включила нервную булимию в список психических расстройств.
Для скрининга нервной булимии применяется Тест отношения к приёму пищи (ЕАТ-26), разработанный Институтом психиатрии Кларка университета Торонто.

## Диагностика
Определение булимии как синдрома расстройств приёма пищи стало использоваться в литературе, посвящённой нервной анорексии, с 1940-х годов. Однако вплоть до публикации Джеральда Рассела 1979 года, определившего основные диагностические критерии этого расстройства, булимия рассматривалась лишь в качестве синдрома, включённого в нозологическую категорию нервной анорексии. В своей публикации Джеральд Рассел определил основные диагностические критерии нервной булимии. Вышедшая годом позже в 1980 году диагностическая классификация DSM-III впервые выделила нервную булимию в качестве отдельного расстройства приёма пищи и включила диагностические критерии Джеральда Рассела в клинические указания по диагностике заболевания. В первоначальной редакции DSM-III расстройство называлось булимия, что создавало путаницу в диагностике. В пересмотренной редакции DSM-III-R 1987 года было обозначено нынешнее название — нервная булимия. Вышедшая в 1992 году Международная классификация болезней 10-го пересмотра (МКБ-10) также включила нервную булимию в список психических расстройств.
По результатам исследований отклонений от нормы обычно также не выявляется. Проводить исследования целесообразно у пациентов с дефицитом массы тела и/или прибегающих к «очищению», в целях исключения осложнений.
Самостоятельно вызываемая рвота, а также избыточный прием диуретиков и слабительных могут приводить к обезвоживанию, снижению уровня калия в организме и преренальной недостаточности.
Обычно при подозрении булимии проводят следующие исследования:
- функциональное исследование почек в целях исключения дефицита калия вследствие самостоятельно вызываемой рвоты, а также злоупотребления диуретиками или слабительными;
- исследование состояния зубов;
- электрокардиографическое исследование на предмет гипокалиемии, которая проявляется снижением сегмента ST и повышением зубца Q[8].

## Клинические проявления
Для булимии характерны три основных признака:
1. Переедание (то есть бесконтрольное потребление пищи в большом количестве).
2. Регулярное применение методов, призванных оказывать влияние на массу тела и фигуру, таких как очищение желудочно-кишечного тракта (вызывание у себя рвоты, злоупотребление слабительными), строгое соблюдение диеты или голодание, изнуряющие физические упражнения.
3. Излишняя зависимость самооценки от фигуры и массы тела[9]:488. Получила распространение среди молодых женщин из высших социальных слоев стран Запада[10].

Булимия встречается при некоторых заболеваниях центральной нервной системы, эндокринной системы, психических расстройствах. Многими специалистами признаётся разновидностью самоповреждения. Для пациентов с булимией характерен, как правило, нормальный вес:38.
Тяга к перееданию может проявляться в виде одной из нескольких форм:
- приступообразное поглощение большого количества пищи (аппетит при этом появляется внезапно);
- постоянное питание (человек ест не переставая);
- ночное питание (приступы голода случаются ночью) (см. Синдром ночной еды).

Приступы переедания сопровождаются чувством мучительного голода, общей слабостью, болями в подложечной области.
Чрезмерная еда и принудительная очистка желудка в сочетании со слабостью нервной системы или характера могут привести к серьёзным осложнениям: от неврастении, разрушения взаимоотношений с близкими и потери интереса к жизни до лекарственной, алкогольной, наркотической зависимости и смерти. Булимия может также вызывать острую сердечную недостаточность.

## Лечение
Пациенты, страдающие булимией, имеют различные нарушения, которые являются обратимыми при комплексном подходе к лечению. Лечение должен контролировать предпочтительно психотерапевт, психиатр и диетолог.
Как правило, булимию лечат амбулаторно, и лишь некоторым пациентам может потребоваться госпитализация:38. Стабилизация состояния пациента — главная цель, если человек находится в опасном для жизни состоянии. Первичные цели лечения направлены на физические и психологические потребности пациента, чтобы восстановить физическое здоровье и нормальный приём пищи.
Хорошо изучена такая форма лечения булимии, как когнитивно-поведенческая терапия (КПТ), в ходе которой ставится задача сделать самого пациента ответственным за контроль над своим питанием. Пациенты ведут записи, фиксируя потребляемую ими пищу и отмечая приступы рвоты; они стараются выявить внешние стимулы или эмоциональные изменения, которые предшествуют появлению тяги к перееданию, для того чтобы в дальнейшем исключить эти факторы или избегать их:38. Применяются процедуры для уменьшения ограничений в питании и для развития когнитивных и поведенческих навыков противодействия приступам переедания:507. Пациентов учат выявлять и изменять дисфункциональные мысли и установки, касающиеся их собственной фигуры, массы тела и питания, а также любые дисфункциональные мысли и установки, способствующие возникновению негативных эмоций, на фоне которых возникают приступы переедания.
Контролируемые исследования показали преимущество когнитивно-поведенческой терапии перед другими видами психотерапии и фармакологическим вмешательством:542. В среднем КПТ помогает избавиться от переедания и действий по очищению желудочно-кишечного тракта примерно 50 процентам всех пациенток, при этом в процентном выражении снижение частоты приступов переедания и очищения ЖКТ у всех пациенток, проходивших КПТ, составляет обычно 80% и больше. КПТ даёт хорошие и стойкие результаты: терапевтические изменения сохраняются на протяжении года и более. Продолжительное проспективное наблюдение после КПТ (средняя продолжительность = 5,8 года) показало, что приблизительно две трети пациенток не страдают нарушениями пищевого поведения. Особенностью КПТ при булимии также является быстродействие: частота приступов начинает снижаться уже после нескольких первых сеансов терапии:494.
Лечение антидепрессантами следует проводить в том случае, если булимии сопутствует явное депрессивное расстройство:38—39; антидепрессанты могут назначаться также в том случае, если расстройству пищевого поведения сопутствуют неврозы, например обсессивно-компульсивное расстройство. Доказана эффективность при булимии флуоксетина — антидепрессанта группы селективных ингибиторов обратного захвата серотонина, а также трициклических антидепрессантов:495. Применяются и другие препараты, например ингибиторы моноаминоксидазы.
Эффективность КПТ при булимии превосходит эффективность терапии одним препаратом-антидепрессантом (при этом терапевтические изменения, возникающие вследствие применения КПТ, сохраняются намного дольше, чем изменения вследствие терапии антидепрессантом), однако сочетание КПТ с антидепрессантом более эффективно, чем изолированная КПТ:495—496. Иногда утверждается, что терапия антидепрессантами направлена на устранение лишь тех состояний, которые сопутствуют расстройству пищевого поведения, а не на само это расстройство и что лечение булимии только антидепрессантами не приведёт к выздоровлению.
Кроме КПТ, при булимии порой используются и другие психотерапевтические методы, например поведенческая терапия, психодинамическая терапия, семейная психотерапия; психотерапия, основанная на анализе переживаний, и программа «Двенадцать шагов», позаимствованная из терапии расстройств, вызванных злоупотреблением психоактивными веществами:492. Очень перспективным методом:542, чья эффективность при булимии приближается к эффективности КПТ, является межличностная (интерперсональная) терапия:496—498.
Психотерапия назначается врачом в индивидуальном порядке, так как её применение зависит от многих факторов, в том числе и от наличия сопутствующих психических расстройств.
Иногда также отмечается, что при лечении расстройств пищевого поведения могут применяться диетотерапия (которая не является панацеей и назначается строго индивидуально), витаминотерапия (применяется для устранения дисбаланса витаминов и микроэлементов, который может возникать в ходе болезни), курс лечения внутренних органов (если присутствуют соответствующие осложнения булимии).
Окончательная цель для пациента — это принять себя таким, какой есть, и вести физически и эмоционально здоровую жизнь. Восстановление физического и психологического здоровья, вероятно, займёт очень много времени, и результаты будут постепенными. Терпение — важная часть процесса восстановления. Положительное отношение вместе с большим усилием пациента — это другой составной компонент успешного восстановления.

## Тесты на наличие булимии
Самым известным тестом на определение отношения к приёму пищи является ЕАТ-26 (Eating Attitudes Test), разработанный Институтом психиатрии Кларка Торонтского университета в 1979 году. На его основе разработаны многие тесты.